# فجوة الأفخاذ

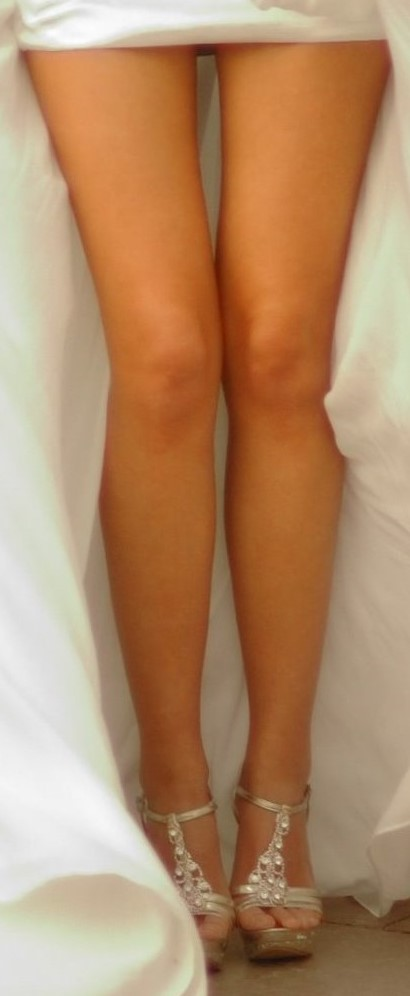
امرأة لديها فجوة أفخاذ

فجوة الأفخاذ هي المسافة التي تظهر بين الفخذين من الداخل لبعض الأشخاص عند الوقوف بشكل مستقيم مع تقريب القدمين لبعضهما البعض.
بدأ بعض الناس في الغرب في القرن الحادي والعشرين باعتبار فجوة الأفخاذ أحد سمات الجاذبية واللياقة البدنية لدى النساء. 
أصبحن الفتيات المراهقات في الولايات المتحدة يتخذن فجوة الأفخاذ سمة للجمال الأمثل ، وقد وجدت العديد من النساء صعوبة في تحقيق فجوة الأفخاذ مما دفع البعض إلى اللجوء إلى اتباع نظام غذائي مفرط  أو الجراحة  لمحاولة الحصول عليها ، وأشار منتقدو هذا الجنون إلى أن فجوة الأفخاذ هي سمة فسيولوجية طبيعية فقط للنساء اللواتي لديهن نوع معين من شكل الجسم وبنية العظام التي لا تمتلكها معظم النساء ويقول الخبراء أن النساء التي تحاول تحقيق هذا الهدف المثالي الذي لا يمكن بلوغه قد يؤدي بهن إلى مشاكل احترام الذات التي يمكن أن تؤدي إلى اضطرابات الأكل.

## أصل الظاهرة
أخذت فجوة الأفخاذ تغطية إخبارية واسعة النطاق في ديسمبر من عام 2012 بعد عرض أزياء لدار فيكتوريا سيكريت  الذي ظهر فيه العديد من العارضات مع فجوات ملحوظة في الفخذ وظهرت صور فجوات الأفخاذ في المدونات «الموالية لفقدان الشهية»  وعبر مواقع التواصل الاجتماعي.

## ردة فعل عكسية
نشرت الكاتبة كاميل هيو في عام 2013 كتابها «طريقة الحصول على فجوة الأفخاذ» (The Thigh Gap Hack) ،  وفي يونيو لعام 2013 تم إجراء مقابلة معها حول الكتاب في برنامج الدكتور أوز  ، وقد لحق ذلك انتقاد للكتاب من قبل ليزا ديلاني من موقع Spryliving.com التي قالت إن الكتاب «يغذي هواجس الفتيات والنساء بأجسادهن، ويعزز النحافة على حساب الصحة (بسبب ازدراء هيو للياقة البدنية، والتمارين الرياضية، والعضلات، وما إلى ذلك)، ويعزز الطرق غير المستقرة وغير المثبتة لفقدان الوزن والدهون». 
لاحقا وبشكل متسارع تطورت ردة فعل قوية من أولئك المهتمين بالعواقب السلبية المحتملة لهذا التحرك والهوس إذ شكل خبراء الأبوة والأمومة والمستشارون حركات مضادة لفجوة الفخذ ، كما قام المجتمع الطبي ودعاة تمكين المرأة بالتعليق بشكل نقدي على هذا الموضوع ، وأطلقت الجمعية الأمريكية لاضطرابات الأكل موقعًا إلكترونيًا لتعزيز صورة الجسد الصحية والسلوكيات تجاه الطعام والوزن.
عارضة الأزياء الأسترالية ذات الحجم الزائد روبين لولي انتقدت التوجه نحو فجوة الأفخاذ واصفة إياه بأنه «مجرد أداة تلاعب أخرى يحاول أشخاص آخرون استخدامها لمنعي من حب جسدي» ، بينما قامت شركة تارجت بالإعتذار بعد أن اكتشفت كاسي هو  أن صورة أحد العارضات تم التلاعب بها لإظهار فجوة أفخاذ باستخدام الفوتوشوب لإعلان ملابس سباحة للفتيات. أما أولد نيفي فقد تعرضت لانتقادات من قبل المدونين بعد أن ظهرت صورة عارضة أزياء على موقعهم ترتدي بنطال جينز نسائي زائد الحجم ولها فجوة صغيرة في الفخذ بحيث يبدو الجينز الموجود على عارضة الأزياء أنحف مما قد يبدو عليه الشخص الحقيقي. بينما نفت شركة الملابس «أولد نيفي» عقِب ذلك أنها لا تستخدم أي تقنيات لتحرير الصور لتغيير الشكل الظاهر لمنتجاتها، لكنهم يستخدمون أحيانًا دبابيس على الملابس لضبط كيفية تناسبها مع عارضة الأزياء. 

## التعليقات وسائل الإعلام
خاضت الصحف في موضوع فجوة الأفخاذ حيث وصفته صحيفة تايمز أوف إنديا بأنه «هوس» ، وكتبت كاتبة العمود الصحفي كيلي ريتشاردسون من سكرامنتو بي واصفة فجوة الأفخاذ أنه «من المستحيل لمعظم الناس تحقيقه»  ، ووصفت الصحفية روزي سواش في صحيفة الأوبزرفر فجوة الأفخاذ بأنها «واسعة الانتشار وضارة وغير قابلة للتحقيق في كثير من الأحيان»،  أما كاتبة العمود الصحفي هادلي فريمان وصفته بأنه «هوس الجسد الأكثر تطرفا حتى الآن» ، بينما عالمة الوراثة «سيلفيا باغان ويستفال» فقد كتبت مقال رأي حول فجوة الأفخاذ بعد أن لفتت ابنتها انتباهها إلى هذا الاتجاه وفزعت من نتائج بحثها في جوجل عن هذا المصطلح ، وعزت عالمة الاجتماع بجامعة ولاية سان خوسيه «ناتالي بويرو» هذا الاتجاه إلى العيش في «ثقافة متحيزة ضد المرأة ومقاس الجسد»  ورفضت عالمة النفس الإكلينيكية «باربرا جرينبيرج» هذا الاتجاه لاعتباره «حلم بعيد المنال»  مضيفة «أن معظم النساء لم تبنى أجسادهن بهذه الطريقة للحصول على تلك المسافة بين أفخاذهم».